# Ialova (província)
Ialova (em turco: Yalova) é uma província do noroeste da Turquia, com capital na cidade homónima e situada na região de Mármara. Tem 798 km² de área e em dezembro de 2021 tinha 291 001 habitantes (densidade: 364,7 hab./km²).
| Províncias adjacentes à de Ialova |  |         |
| Mar de Mármara                    |  |         |
| Mar de Mármara                    |  | Cojaéli |
| Bursa                             |  |         |

A província está subdividida nos seguintes distritos:
- Altınova
- Armutlu
- Çiftlikköy
- Çınarcık
- Ialova
- Termal